# Oreonana
Oreonana es un género  de plantas herbáceas perteneciente a la familia de las apiáceas.    Comprende 4 especies descritas y de estas, solo 2 aceptadas. Es originario de California.

## Taxonomía
El género fue descrito por Willis Linn Jepson y publicado en Madroño 1(8): 140–141, f. 26. 1923. La especie tipo es:	Oreonana californica Jeps.	

## Especies
A continuación se brinda un listado de las especies del género Oreonana aceptadas hasta septiembre de 2012, ordenadas alfabéticamente. Para cada una se indica el nombre binomial seguido del autor, abreviado según las convenciones y usos.
- Oreonana clementis (M.E. Jones) Jeps.
- Oreonana vestita (S. Watson) Jeps.